# 引田インターチェンジ

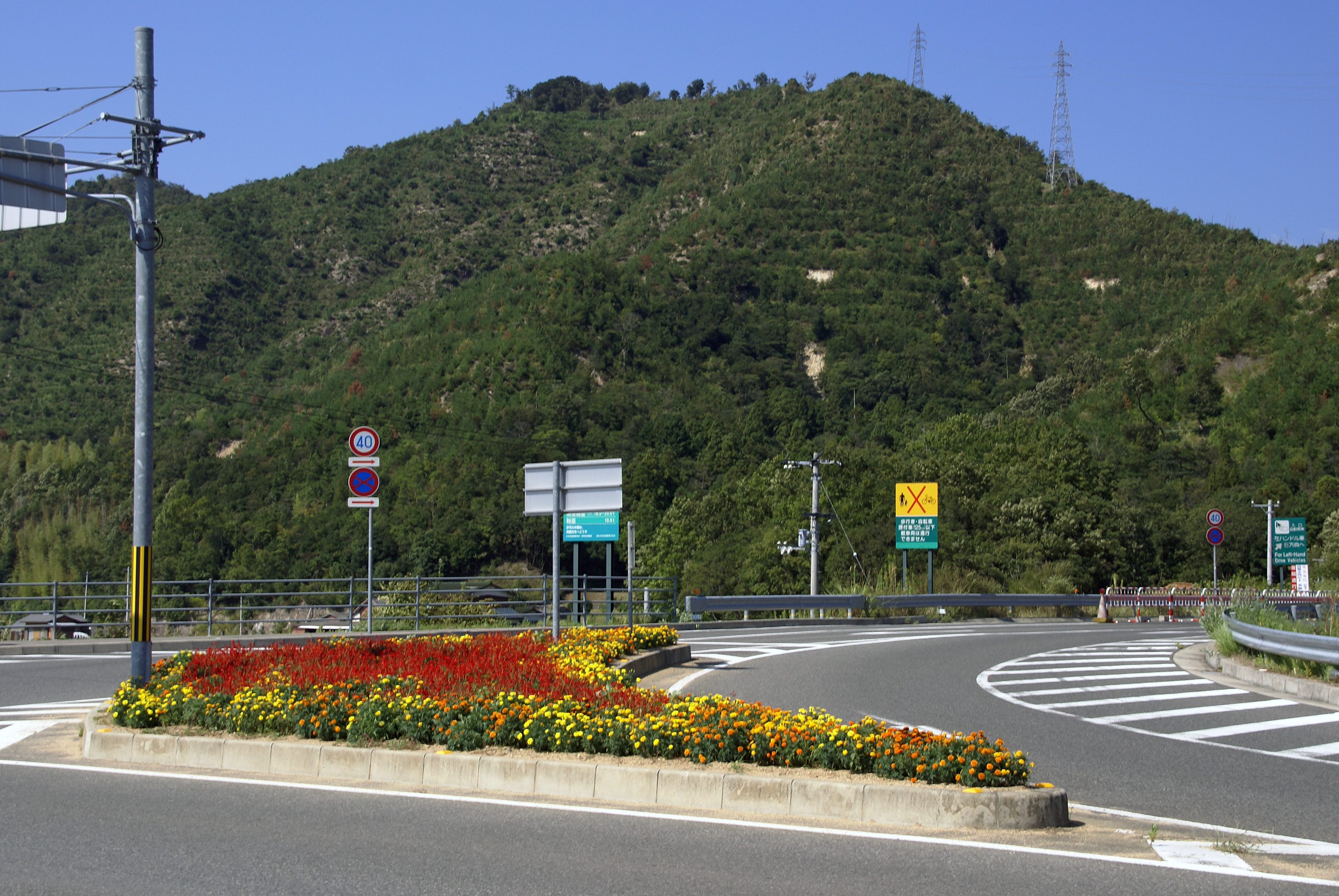
引田IC近く

引田インターチェンジ（ひけたインターチェンジ）は、香川県東かがわ市にある高松自動車道のインターチェンジである。
併設されている引田バスストップ（ひけたバスストップ）についてもここで述べる。
2025年（令和7年）2月27日より料金所がETC専用になっている。

## 道路
- E11 高松自動車道（9番）

直接接続
- 香川県道40号白鳥引田線

間接接続
- 国道11号

## 料金所

### 入口
- ブース数:2
  - ETC専用:1
  - サポート:1

### 出口
- ブース数:2
  - ETC専用:1
  - サポート:1

## 引田バスストップ
本ICの出口ランプと入口ランプを短絡する構造である。
時刻表では、『高速引田』と表記されている。
夜行便

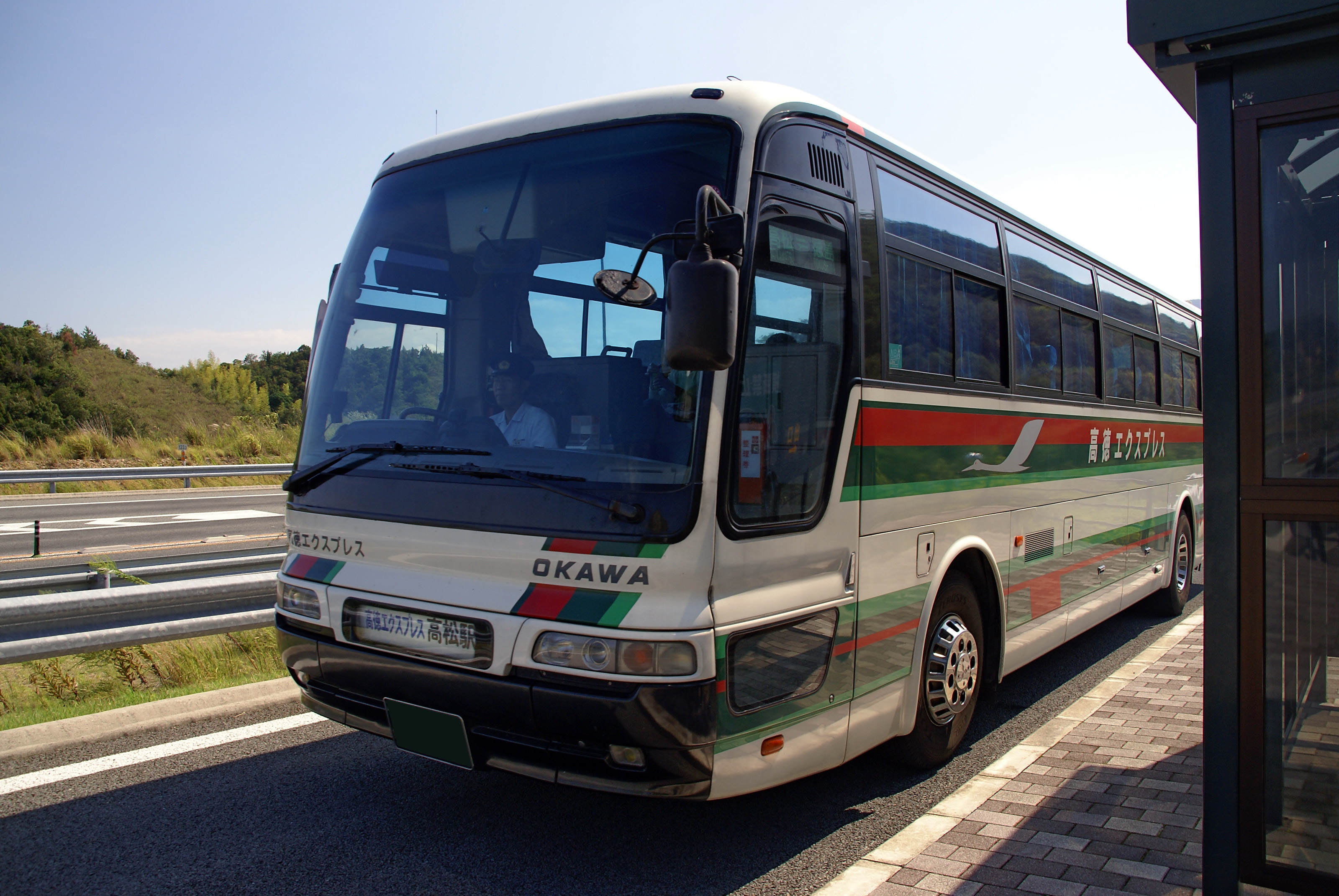
停車中の高徳エクスプレス（現在は停車しない）

- 「さぬきエクスプレス名古屋」（四国高速バス）
  - 名鉄BC行
- 「ハローブリッジ号」（四国高速バス・西東京バス）
  - 横浜駅・バスターミナル東京八重洲・バスタ新宿・八王子駅経由京王八王子駅行
- 「コトバスエクスプレス」 （琴平バス）
  - 新宿駅経由東京ディズニーランド行き　
  - 四日市経由名古屋行き　
  - キャナルシティ博多行き　※下り線側から乗車

昼間便
- 「徳島 - 岡山線」（徳島バス・両備バス）
  - 岡山駅行
- 「高松エクスプレス京都号」（JR四国バス・四国高速バス・西日本JRバス・京阪バス）
  - 京都駅行
- 「高松エクスプレス大阪号」（JR四国バス・西日本JRバス）、さぬきエクスプレス大阪」（四国高速バス・阪急バス）
  - OCAT（JR難波駅）経由大阪駅行
  - OCAT（JR難波駅）経由阪急梅田行
- 「フットバス」 （高松エクスプレス）
  - 高速淡路志知・神戸三宮・南海難波駅行
- 「丸亀・高松 - 関西空港線」（JR四国バス・四国高速バス・関西空港交通・南海バス）
  - 関西空港行
- 「高松エクスプレス神戸号、さぬきエクスプレス神戸、ハーバーライナー」（JR四国バス・四国高速バス・西日本JRバス・神姫バス）
  - 三宮バスターミナル経由新神戸駅行

### 隣の停留所
高速大内 - 高速引田 - 鳴門西

## 隣
E11 高松自動車道
(8)板野IC - (9)引田IC  - (10)白鳥大内IC

## 備考
- 鳴門 - 板野間が未開通だったときには、上り線に「神戸方面出口」の標識があった。これはここを過ぎると国道11号から離れるためである。ただ、板野から徳島県道12号鳴門池田線を経由して鳴門ICに向かうこともでき、実際高速バスは引田BSの構造上、このルートを通っていた。